# Großer Preis von Europa 1997
Der Große Preis von Europa 1997 (offiziell XLII European Grand Prix) fand am 26. Oktober auf dem Circuito de Jerez in Jerez de la Frontera statt und war das 17. und letzte Rennen der Formel-1-Weltmeisterschaft 1997. Am Ende des Rennens sicherte sich Jacques Villeneuve seine einzige Formel-1-Weltmeisterschaft, dahinter als Vizeweltmeister folgte sein Teamkollege Heinz-Harald Frentzen und Platz drei gingen jeweils an David Coulthard und Jean Alesi. Michael Schumacher hatte während der Saison rechnerisch die zweitmeisten Punkte erreicht, ihm wurden jedoch infolge eines absichtlichen Unfalls mit Villeneuve alle Punkte aberkannt.

## Bericht

### Hintergrund
Nach dem Großen Preis von Japan führte Michael Schumacher in der Fahrerwertung mit einem Punkt vor Villeneuve und mit 37 Punkten vor Frentzen. Das letzte Rennen in der Saison bot daher ein Finale um den Titelkampf, denn zwischen dem Führenden Michael Schumacher und Villeneuve lag nur ein einziger Punkt. Villeneuve äußerte sich zur Situation, indem er den zweiten Fahrern beider Teams eine Schlüsselrolle zukommen lässt. Er bezeichnete auch Frentzen als den wesentlich besseren Teamkollegen als Eddie Irvine. Michael Schumacher hingegen sagte nur kurz, dass er sich einen Zweikampf mit Villeneuve wünschen würde. In der Konstrukteurswertung stand Williams-Renault nach dem Großen Preis von Japan als Weltmeister fest. Sie führten uneinholbar mit 18 Punkten vor Ferrari und mit 55 Punkten vor Benetton-Renault.
Eigentlich wäre anstelle des Rennens in Jerez vorgesehen gewesen, in Estoril den Großen Preis von Portugal abzuhalten. Aber nachdem die Streckenbetreiber die geforderten und versprochenen Modernisierungen nicht umgesetzt hatten, wurde Estoril durch Jerez ersetzt. Die Wahl auf Jerez fiel wegen des Motorenherstellers Renault, der sich, nachdem er sich vorerst am Ende der Saison von der Formel 1 zurückgezogen hatte, ein letztes Rennen in Europa wünschte.
Vor dem Rennwochenende gab es einen Fahrerwechsel: Aufgrund einer erneuten Verletzung während eines Tests musste Norberto Fontana Gianni Morbidelli bei Minardi ersetzen.
Nach dem Großen Preis von Japan desselben Jahres entschieden viele Teams, Tests mit den neuen Wagen für die nächste Saison zu machen. So testeten auf dem Silverstone Circuit Williams, Benetton, Sauber, Jordan und McLaren ihre neue Boliden. Ferrari blieb in Japan und testete ein elektronisches Differential, Arrows testete zusammen mit Bridgestone die Regenreifen in Magny-Cours und Prost testete ebenfalls mit Bridgestone in Barcelona neue Reifen sowie ihren neuen Wagen für 1998.
Gerhard Berger, Fontana und Ukyō Katayma bestritten ihr letztes Rennen.
Mit Michael Schumacher (einmal) trat ein ehemaliger Sieger zu diesem Grand Prix an.

### Training
Vor dem Rennen fanden zwei Trainingseinheiten statt: Die erste am Freitagmorgen und die zweite am Samstagmorgen.
Überraschend holte sich Olivier Panis vor Damon Hill im ersten freien Training am Freitag die Bestzeit mit 1:22,735 Minuten. Villeneuve holte sich Platz drei, Michael Schumacher nur sieben. Alle Fahrer waren innerhalb von etwa drei Sekunden platziert.
Im zweiten freien Training am Samstag war Coulthard der Schnellste vor seinem Teamkollegen Mika Häkkinen. Villeneuve holte sich Platz sechs, Schumacher weit dahinter auf 14. Alle Fahrer waren innerhalb von vier Sekunden platziert.

### Qualifying
Im Qualifying kam es zu einem Novum: Die ersten drei Startplätze waren exakt gleich schnell mit einer Zeit von 1:21,072 Minuten. Da Villeneuve zuerst die Zeit setzte, konnte er sich die Pole-Position sichern, gefolgt von Michael Schumacher und Frentzen. Alle Fahrer waren innerhalb von dreieinhalb Sekunden platziert.

### Warm-Up
Mit 1:23,016 Minuten war Häkkinen vor Berger in seinem letzten Rennen und Panis der Schnellste. Villeneuve war zum vierten Mal vor Michael Schumacher auf Platz fünf, zwei Plätze dahinter auf Rang sieben lag der Deutsche. Hill hätte diese Kuriosität beinahe beendet, da er drauf und dran war, eine noch schnellere Runde zu setzen. Er wurde aber in den letzten Kurven durch die gelbe Flagge wegen des liegen gebliebenen Minardis von Katayama gebremst und konnte dadurch keine schnelle Zeit setzen. Alle Fahrer waren innerhalb von dreieinhalb Sekunden platziert.

### Rennen

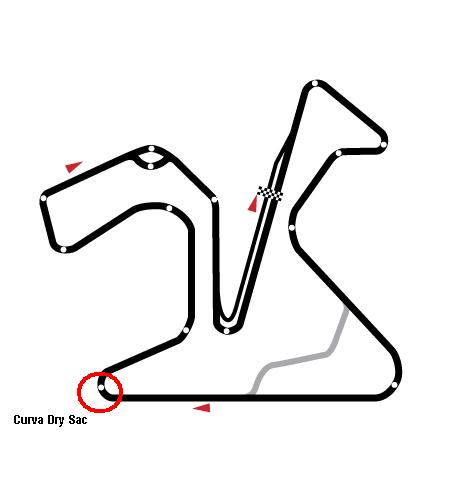
Der Ort der vorsätzlichen Kollision, damit Michael Schumacher die Weltmeisterschaft behalten würde

Vor dem Rennen tropfte aus dem Wagen von Villeneuve eine blaue Flüssigkeit aus, welche aber keine Probleme am Wagen verursachen sollte. Michael Schumacher konnte den Start gewinnen und führte für rund 40 Runden das Rennen an. Frentzen konnte auch Villeneuve überholen, aber durch eine Teamorder sowie die gute Beziehung untereinander ließ Frentzen seinen Teamkollegen später überholen.
In Runde 48 betrug der Abstand zwischen Michael Schumacher und Villeneuve weniger als eine Sekunde. Bei einem Ausbremsversuch in der Dry-Sac-Kurve konnte sich Villeneuve nach innen setzen und versuchte Michael Schumacher zu überholen. Doch Schumacher erkannte den Ernst der Lage und lenkte stärker ein als Villeneuve, was in eine Kollision mündete. Anders als Hill 1994 in Adelaide konnte Villeneuve weiterfahren, während Michael Schumacher ausschied. Später wurden aufgrund dieser Kollision Michael Schumacher die WM-Punkte der Saison 1997 aberkannt.
Villeneuve konnte das Rennen beenden, wurde jedoch immer langsamer, da die Batteriebefestigung nach dem Unfall beschädigt war und nur noch an Kabeln hing. So zogen die beiden McLarens noch vorbei und Berger war beim Zieleinlauf nur etwa eine Zehntelsekunde hinter dem neuen Weltmeister Villeneuve. Die ersten Sechs beendeten das Rennen innerhalb von fünf Sekunden.
Für Häkkinen war es nach 95 Rennen der erste Formel-1-Sieg in seiner Karriere.

## Meldeliste
| Team                        | Nr. | Fahrer                | Chassis        | Motor                 | Reifen |
| --------------------------- | --- | --------------------- | -------------- | --------------------- | ------ |
| Danka Arrows Yamaha         | 01  | Damon Hill            | Arrows A18     | Yamaha 3.0 V10        | B      |
| Danka Arrows Yamaha         | 02  | Pedro Diniz           | Arrows A18     | Yamaha 3.0 V10        | B      |
| Rothmans Williams Renault   | 03  | Jacques Villeneuve    | Williams FW19  | Renault 3.0 V10       | G      |
| Rothmans Williams Renault   | 04  | Heinz-Harald Frentzen | Williams FW19  | Renault 3.0 V10       | G      |
| Scuderia Ferrari Marlboro   | 05  | Michael Schumacher    | Ferrari F310B  | Ferrari 3.0 V10       | G      |
| Scuderia Ferrari Marlboro   | 06  | Eddie Irvine          | Ferrari F310B  | Ferrari 3.0 V10       | G      |
| Mild Seven Benetton Renault | 07  | Jean Alesi            | Benetton B197  | Renault 3.0 V10       | G      |
| Mild Seven Benetton Renault | 08  | Gerhard Berger        | Benetton B197  | Renault 3.0 V10       | G      |
| West McLaren Mercedes       | 09  | Mika Häkkinen         | McLaren MP4/12 | Mercedes-Benz 3.0 V10 | G      |
| West McLaren Mercedes       | 10  | David Coulthard       | McLaren MP4/12 | Mercedes-Benz 3.0 V10 | G      |
| B&H Total Jordan Peugeot    | 11  | Ralf Schumacher       | Jordan 197     | Peugeot 3.0 V10       | G      |
| B&H Total Jordan Peugeot    | 12  | Giancarlo Fisichella  | Jordan 197     | Peugeot 3.0 V10       | G      |
| Prost Gauloises Peugeot     | 14  | Olivier Panis         | Prost JS45     | Mugen-Honda 3.0 V10   | B      |
| Prost Gauloises Peugeot     | 15  | Shinji Nakano         | Prost JS45     | Mugen-Honda 3.0 V10   | B      |
| Red Bull Sauber Petronas    | 16  | Johnny Herbert        | Sauber C16     | Petronas 3.0 V10      | G      |
| Red Bull Sauber Petronas    | 17  | Norberto Fontana      | Sauber C16     | Petronas 3.0 V10      | G      |
| Tyrrell                     | 18  | Jos Verstappen        | Tyrrell 025    | Ford ED5 3.0 V8       | G      |
| Tyrrell                     | 19  | Mika Salo             | Tyrrell 025    | Ford ED5 3.0 V8       | G      |
| Minardi Team                | 20  | Ukyō Katayama         | Minardi M197   | Hart 3.0 V8           | B      |
| Minardi Team                | 21  | Tarso Marques         | Minardi M197   | Hart 3.0 V8           | B      |
| Stewart Ford                | 22  | Rubens Barrichello    | Stewart SF01   | Ford Zetec-R 3.0 V10  | B      |
| Stewart Ford                | 23  | Jan Magnussen         | Stewart SF01   | Ford Zetec-R 3.0 V10  | B      |

## Klassifikation

### Qualifying
| Pos.                                                                       | Fahrer                | Konstrukteur      | Zeit     | Start |
| -------------------------------------------------------------------------- | --------------------- | ----------------- | -------- | ----- |
| 01                                                                         | Jacques Villeneuve    | Williams-Renault  | 1:21,072 | 01    |
| 02                                                                         | Michael Schumacher    | Ferrari           | 1:21,072 | 02    |
| 03                                                                         | Heinz-Harald Frentzen | Williams-Renault  | 1:21,072 | 03    |
| 04                                                                         | Damon Hill            | Arrows-Yamaha     | 1:21,130 | 04    |
| 05                                                                         | Mika Häkkinen         | McLaren-Mercedes  | 1:21,369 | 05    |
| 06                                                                         | David Coulthard       | McLaren-Mercedes  | 1:21,476 | 06    |
| 07                                                                         | Eddie Irvine          | Ferrari           | 1:21,610 | 07    |
| 08                                                                         | Gerhard Berger        | Benetton-Renault  | 1:21,656 | 08    |
| 09                                                                         | Olivier Panis         | Prost-Mugen-Honda | 1:21,735 | 09    |
| 10                                                                         | Jean Alesi            | Benetton-Renault  | 1:22,011 | 10    |
| 11                                                                         | Jan Magnussen         | Stewart-Ford      | 1:22,167 | 11    |
| 12                                                                         | Rubens Barrichello    | Stewart-Ford      | 1:22,222 | 12    |
| 13                                                                         | Pedro Diniz           | Arrows-Yamaha     | 1:22,234 | 13    |
| 14                                                                         | Johnny Herbert        | Sauber-Petronas   | 1:22,263 | 14    |
| 15                                                                         | Shinji Nakano         | Prost-Mugen-Honda | 1:22,351 | 15    |
| 16                                                                         | Ralf Schumacher       | Jordan-Peugeot    | 1:22,740 | 16    |
| 17                                                                         | Giancarlo Fisichella  | Jordan-Peugeot    | 1:22,804 | 17    |
| 18                                                                         | Norberto Fontana      | Sauber-Petronas   | 1:23,281 | 18    |
| 19                                                                         | Ukyō Katayama         | Minardi-Hart      | 1:23,409 | 19    |
| 20                                                                         | Tarso Marques         | Minardi-Hart      | 1:23,854 | 20    |
| 21                                                                         | Mika Salo             | Tyrrell-Ford      | 1:24,222 | 21    |
| 22                                                                         | Jos Verstappen        | Tyrrell-Ford      | 1:24,301 | 22    |
| 107-Prozent-Zeit: 1:26,747 min (bezogen auf die Bestzeit von 1:21,072 min) |                       |                   |          |       |

### Rennen
| Pos. | Fahrer                | Konstrukteur      | Runden | Stopps | Zeit        | Start | Schnellste Runde |
| ---- | --------------------- | ----------------- | ------ | ------ | ----------- | ----- | ---------------- |
| 01   | Mika Häkkinen         | McLaren-Mercedes  | 69     | 2      | 1:38:57,771 | 05    | 1:24,072 (28.)   |
| 02   | David Coulthard       | McLaren-Mercedes  | 69     | 2      | + 1,654     | 06    | 1:24,006 (27.)   |
| 03   | Jacques Villeneuve    | Williams-Renault  | 69     | 2      | + 1,803     | 01    | 1:23,906 (42.)   |
| 04   | Gerhard Berger        | Benetton-Renault  | 69     | 2      | + 1,919     | 08    | 1:23,361 (31.)   |
| 05   | Eddie Irvine          | Ferrari           | 69     | 2      | + 3,789     | 07    | 1:24,266 (37.)   |
| 06   | Heinz-Harald Frentzen | Williams-Renault  | 69     | 2      | + 4,537     | 03    | 1:23,135 (30.)   |
| 07   | Olivier Panis         | Prost-Mugen-Honda | 69     | 2      | + 1:07,145  | 09    | 1:23,941 (45.)   |
| 08   | Johnny Herbert        | Sauber-Petronas   | 69     | 2      | + 1:12,961  | 14    | 1:25,159 (30.)   |
| 09   | Jan Magnussen         | Stewart-Ford      | 69     | 2      | + 1:17,487  | 11    | 1:25,370 (31.)   |
| 10   | Shinji Nakano         | Prost-Mugen-Honda | 69     | 2      | + 1:18,215  | 15    | 1:24,679 (45.)   |
| 11   | Giancarlo Fisichella  | Jordan-Peugeot    | 68     | 2      | + 1 Runde   | 17    | 1:25,434 (45.)   |
| 12   | Mika Salo             | Tyrrell-Ford      | 68     | 3      | + 1 Runde   | 21    | 1:25,237 (37.)   |
| 13   | Jean Alesi            | Benetton-Renault  | 68     | 3      | + 1 Runde   | 10    | 1:23,975 (27.)   |
| 14   | Norberto Fontana      | Sauber-Petronas   | 68     | 2      | + 1 Runde   | 18    | 1:25,154 (32.)   |
| 15   | Tarso Marques         | Minardi-Hart      | 68     | 3      | + 1 Runde   | 20    | 1:25,947 (55.)   |
| 16   | Jos Verstappen        | Tyrrell-Ford      | 68     | 2      | + 1 Runde   | 22    | 1:26,369 (40.)   |
| 17   | Ukyō Katayama         | Minardi-Hart      | 68     | 2      | + 1 Runde   | 19    | 1:26,215 (27.)   |
| –    | Michael Schumacher    | Ferrari           | 47     | 2      | DNF         | 02    | 1:23,692 (42.)   |
| –    | Damon Hill            | Arrows-Yamaha     | 47     | 2      | DNF         | 04    | 1:24,274 (40.)   |
| –    | Ralf Schumacher       | Jordan-Peugeot    | 44     | 2      | DNF         | 16    | 1:25,895 (34.)   |
| –    | Rubens Barrichello    | Stewart-Ford      | 30     | 0      | DNF         | 12    | 1:26,169 (13.)   |
| –    | Pedro Diniz           | Arrows-Yamaha     | 11     | 0      | DNF         | 13    | 1:26,434 (03.)   |

## WM-Stände nach dem Rennen
Die ersten sechs des Rennens bekamen 10, 6, 4, 3, 2 bzw. 1 Punkt(e).

### Fahrerwertung
| Pos. | Fahrer                | Konstrukteur      | Punkte |
| ---- | --------------------- | ----------------- | ------ |
| 01   | Jacques Villeneuve    | Williams-Renault  | 81     |
| 02   | Heinz-Harald Frentzen | Williams-Renault  | 42     |
| 03   | David Coulthard       | McLaren-Mercedes  | 36     |
| 04   | Jean Alesi            | Benetton-Renault  | 36     |
| 05   | Gerhard Berger        | Benetton-Renault  | 27     |
| 06   | Mika Häkkinen         | McLaren-Mercedes  | 27     |
| 07   | Eddie Irvine          | Ferrari           | 24     |
| 08   | Giancarlo Fisichella  | Jordan-Peugeot    | 20     |
| 09   | Olivier Panis         | Prost-Mugen-Honda | 16     |
| 10   | Johnny Herbert        | Sauber-Petronas   | 15     |
| 11   | Ralf Schumacher       | Jordan-Peugeot    | 13     |
| 12   | Damon Hill            | Arrows-Yamaha     | 7      |
| 13   | Rubens Barrichello    | Stewart-Ford      | 6      |

| Pos. | Fahrer             | Konstrukteur                     | Punkte |
| ---- | ------------------ | -------------------------------- | ------ |
| 14   | Alexander Wurz     | Benetton-Renault                 | 4      |
| 15   | Jarno Trulli       | Prost-Mugen-Honda / Minardi-Hart | 3      |
| 16   | Pedro Diniz        | Arrows-Yamaha                    | 2      |
| 17   | Mika Salo          | Tyrrell-Ford                     | 2      |
| 18   | Shinji Nakano      | Prost-Mugen-Honda                | 2      |
| 19   | Nicola Larini      | Sauber-Petronas                  | 1      |
| 20   | Jan Magnussen      | Stewart-Ford                     | 0      |
| 21   | Jos Verstappen     | Tyrrell-Ford                     | 0      |
| 22   | Gianni Morbidelli  | Sauber-Petronas                  | 0      |
| 23   | Norberto Fontana   | Sauber-Petronas                  | 0      |
| 24   | Ukyō Katayama      | Minardi-Hart                     | 0      |
| 25   | Tarso Marques      | Minardi-Hart                     | 0      |
| EX   | Michael Schumacher | Ferrari                          | 0 (78) |

Anmerkungen
1. ↑  Michael Schumacher wurden die Punkte aberkannt, nachdem er eine vorsätzliche Kollision mit Villeneuve verursachte.

### Konstrukteurswertung
| Pos. | Konstrukteur      | Punkte |
| ---- | ----------------- | ------ |
| 01   | Williams-Renault  | 123    |
| 02   | Ferrari           | 102    |
| 03   | Benetton-Renault  | 66     |
| 04   | McLaren-Mercedes  | 53     |
| 05   | Jordan-Peugeot    | 33     |
| 06   | Prost-Mugen-Honda | 21     |

| Pos. | Konstrukteur    | Punkte |
| ---- | --------------- | ------ |
| 07   | Sauber-Petronas | 16     |
| 08   | Arrows-Yamaha   | 9      |
| 09   | Stewart-Ford    | 6      |
| 10   | Tyrrell-Ford    | 2      |
| 11   | Minardi-Hart    | 0      |
| –    | Lola-Ford       | 0      |